# AFM Records
AFM Records GmbH es una discográfica de música situada en Schwalmstadt, Alemania. Se centra en el género heavy metal, firmando con bandas como U.D.O., Stahlmann, Rhapsody Of Fire ,  Doro, Kotipelto, Masterplan, Nostradameus, Lordi y Annihilator.
En 2005, Candlelight Records firmó un contrato cooperativo con AFM para vender álbumes mutuamente y comercializarlos.

## Actuales y antiguos artistas

### A
- Absolute
- Almah
- Annihilator
- At Vance
- Avantasia
- Axxis

### B
- Beautiful Sin
- Betzefer (2010-presente)
- Black Messiah
- Blackmore's Night
- Bloodbound
- Brainstorm

### C
- Circle II Circle
- Cruachan
- Crystal Ball

### D
- Dalriada
- Dark at Dawn
- Debauchery
- Destruction
- Dezperadoz
- Dionysus
- Doro
- Dragonland[2]

### E
- Eden's Curse
- Edguy
- Eisbrecher
- Ektomorf
- Elvenking
- Evidence One

### F
- Fear Factory

### G
- Gwar

### H
- Headhunter
- Heavenly
- Helstar
- Illdisposed
- Helker

### I
- Iron Mask
- Iron Savior

### J
- Jon Oliva's Pain
- Jorn

### K
- Korzus
- Kotipelto
- Krokus

### L
- Lion's Share
- Lordi
- Lyriel

### M
- Made of Hate
- Magica
- Masterplan
- Mekong Delta
- Michelle Darkness
- Ministry
- Mob Rules
- Morton

### N
- Neverland
- Nightmare
- Nostradameus

### O
- Oz
- Orden Ogan

### P
- Paradox
- Perzonal War
- President Evil
- Pure Inc.

### R
- Rawhead Rexx
- Rhapsody of Fire
- Rob Rock

### S
- Sencirow
- Shaaman
- Shakra
- Silent Force
- Soil
- Solution .45
- Squealer
- Stahlmann
- Steel Attack

### T
- Tankard
- Tarantula
- The Poodles
- The Traceelords
- Theatre of Tragedy

### U
- U.D.O.

### V
- Voice

### W
- Whitesnake
- Wicked Wisdom

### Y
- Yargos